# برونو أوسكار شميت
برونو أوسكار شميت (بالبرتغالية: Bruno Oscar Schmidt‏) (6 أكتوبر 1986 في البرازيل - ) هو لاعب كرة طائرة برازيلي. شارك في الكرة الطائرة في الألعاب الأولمبية الصيفية 2016.

## وصلات خارجية
- برونو أوسكار شميت على موقع الاتحاد الدولي beach volleyball database (الإنجليزية)
- برونو أوسكار شميت على موقع قاعدة بيانات الكرة الطائرة الشاطئية (الإنجليزية)
- برونو أوسكار شميت على موقع اللجنة الأولمبية الدولية (الإنجليزية)
- برونو أوسكار شميت على موقع أوليمبيديا (الإنجليزية)
- برونو أوسكار شميت على موقع اللجنة الأولمبية البرازيلية (البرتغالية)